# Degeneración espinocerebelosa
La degeneración espinocerebelosa, también conocida como ataxia espinocerebelosa o SCA (Del inglés "Spinocerebellar Ataxia"), es un conjunto de enfermedades en las cuales las neuronas del cerebelo (la zona del cerebro que controla la coordinación muscular y el equilibrio) se deterioran y mueren.
Las enfermedades que causan la degeneración cerebelosa pueden involucrar también zonas del cerebro que conectan el cerebelo a la médula espinal, tales como la médula oblongada, la corteza cerebral y el tronco encefálico.
La degeneración cerebelosa es a menudo consecuencia de mutaciones genéticas hereditarias que alteran la producción normal de proteínas específicas necesarias para la supervivencia de las neuronas. 
Enfermedades asociadas a la degeneración espinocerebral: Las enfermedades que son específicas del cerebro, así como algunas enfermedades que ocurren en otras partes del organismo, pueden hacer que se mueran neuronas en el cerebelo.

## Clasificación
Según el tipo de herencia, las ataxias hereditarias se dividen en tres grupos:
- Autosómicas dominantes.
- Autosómicas recesivas.
- Ligadas al cromosoma X.

El primer gen de ataxia se identificó en 1993 para un tipo de herencia dominante, y fue llamada “ataxia espinocerebelosa tipo 1" (acrónimo en inglés: SCA1). Posteriormente, se hallaron genes adicionales dominantes llamados: SCA2, SCA3, etc. Usualmente, el número del "tipo" de "SCA" se refiere al orden en que el gen fue hallado. Hoy, hay al menos 29 diferentes mutaciones de genes que han sido ya ubicadas (y no todas listadas).
Muchas de las SCA caen bajo la categoría de enfermedades poliglutaminas, causadas cuando una proteína asociada a la enfermedad (i.e. ataxina-1, ataxina-3, etc.) contiene una glutamina repetitiva más allá de un cierto umbral. En muchas enfermedades poliglutaminas dominantes, la glutamina repetitiva tiene un umbral aproximado de 35, excepto para SCA3 que alcanza a 50. Las enfermedades poliglutaminas se conocen también como "desórdenes repetitivos de tripletes CAG" debido a que el CAG es el codón que codifica para el aminoácido glutamina. Algunos autores las denominan enfermedades poliQ donde "Q" es una letra en referencia a glutamina.     
Se han descrito cuatro tipos vinculados al cromosoma X (302500, 302600, 301790, 301840), pero solo la primera de esas están ligados al gen (SCAX1).

## Cuadro clínico
Los síntomas más característicos de la degeneración cerebelosa son una marcha tambaleante e inestable con las piernas separadas, tropiezos con frecuencia, por lo general acompañada por un bamboleo del tronco hacia delante y hacia atrás. Otros síntomas incluyen movimientos lentos, inestables y espasmódicos de los brazos y de las piernas, habla lenta y arrastrando las palabras, nistagmo (movimientos pequeños y rápidos de los ojos), problemas al tragar, sangrado de las fosas nasales, pérdida de los caracteres funcionales de tejidos, órganos, entre otras.
Generalmente, una persona con ataxia conserva la capacidad mental completa, pero progresivamente puede perder el control físico. Una persona con esta enfermedad por lo general termina con la necesidad de utilizar una silla de ruedas, y, finalmente, es posible que necesite ayuda para realizar las tareas diarias.
Al igual que con otras formas de ataxia, los resultados de SCA es una marcha vacilante y torpe del cuerpo debido a un fallo de la coordinación fina de los movimientos de los músculos, junto con los síntomas de otras. Tanto la aparición de los síntomas iniciales y la duración de la enfermedad pueden estar sujetos a variación. Si la enfermedad es causada por una de tripletes poliglutamina CAG expansión, una mayor expansión puede llevar a un inicio más temprano y una progresión más radical de los síntomas clínicos.

## Tratamiento
Esta enfermedad es incurable hasta el día de hoy, sin embargo, existe un tratamiento y una rehabilitación para ralentizar el proceso de la enfermedad.
El tratamiento de la ataxia o falta de coordinación implica el uso de dispositivos de adaptación para permitir al paciente tener la mayor independencia posible. Estos dispositivos pueden incluir un bastón, muletas, andadores, sillas de ruedas para aquellos con alteración en la marcha, dispositivos para ayudar en la escritura, la alimentación y el cuidado personal, si se deterioran la mano y la coordinación del brazo y dispositivos de comunicación para las personas con problemas del habla.